# Winthemia dimidiata
Winthemia dimidiata är en tvåvingeart som beskrevs av Robineau-desvoidy 1863. Winthemia dimidiata ingår i släktet Winthemia och familjen parasitflugor.
Artens utbredningsområde är Frankrike. Inga underarter finns listade i Catalogue of Life.